# Engoziero
Engoziero (ros. Энгозеро) – osiedle w Rosji, w Karelii, w rejonie łouchskim. W 2010 liczyło 580 mieszkańców.